# Clau remota

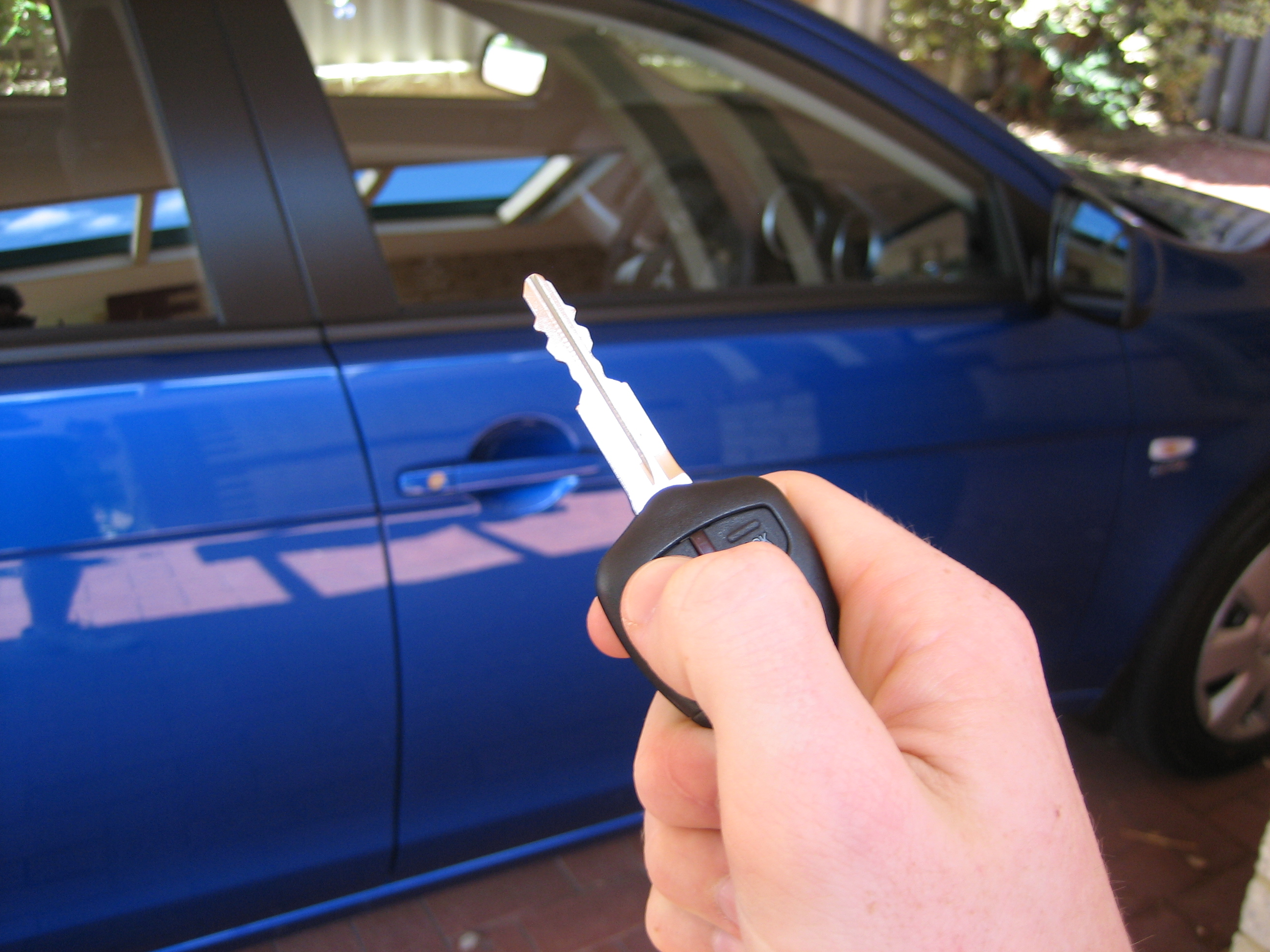
Sistema de clau remota integrat en una clau d'encesa (RKS). En pressionar un botó, s'obren les portes de l'automòbil. Un altre botó bloqueja el sistema.

Una clau remota o clau per ràdio és un "sistema remot sense clau" (la clàssica de metall), d'abast mitjà (uns 10 m, pe: la rampa d'un pàrquing), que utilitza un senyal de ràdio per obrir les portes de un cotxe o d'un garatge, en lloc d'utilitzar la clau mecànica tradicional. El terme sistema d'entrada sense clau es va usar originalment per indicar un codi o clau numèrica prefixada, la clau s'entrava amb un teclat ocult activat pel tacte.

## Sistema remot d'entrada sense clau

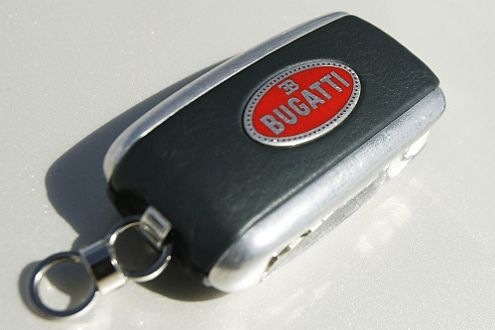
Sistema de clau remota per cotxe (RKS)

A part de la seva aplicació per activar plataformes de minusvàlids, obrir portes exteriors de parkinkgs i ascensors, així com qualsevol altra aplicació en la que es vulgui substituir un comandament d'infrarojos per un activat per ràdio, una de les aplicacions més importants de la clau remota és el sistema remot sense clau (RKS).
El sistema remot sense clau (RKS) utilitzat en automoció, és un tipus de tancament de seguretat àmpliament utilitzat en la seguretat dels automòbils. Un RKS realitza les funcions d'una clau d'automòbil estàndard sense contacte físic, amb abast mitjà (uns 10 m, pressionant un botó quan s'està a 1 metres de l'automòbil, per exemple: la rampa d'un pàrquing. Un sistema remot sense clau pot inclaure tant un remote KEYLESS entry system (sistema remot d'entrada sense clau - RKE), que desbloqueja les portes, així com el remote KEYLESS ignition system (RKI), que arrenca el motor.

## Freqüència i modulació

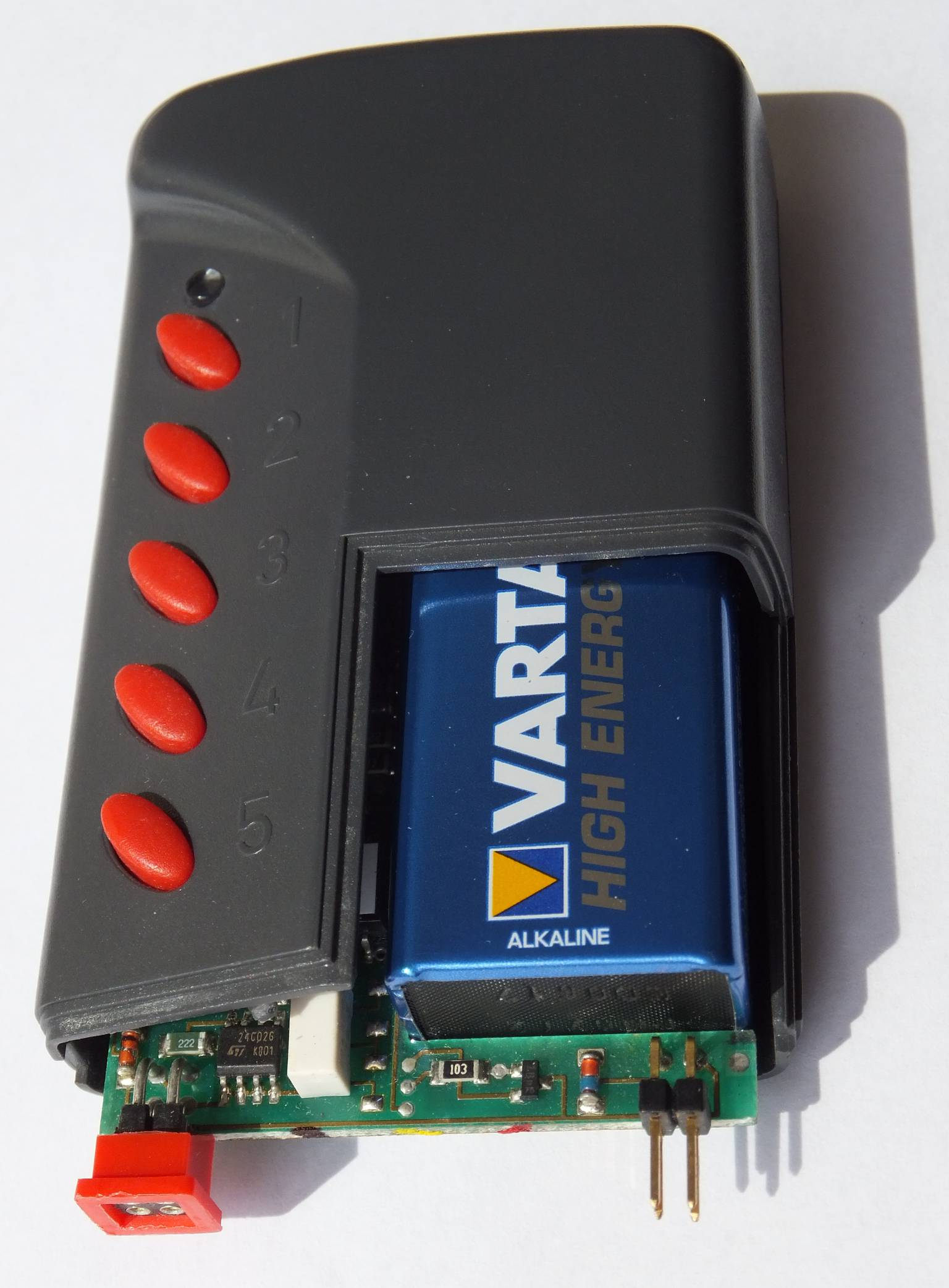
Emissor de porta de garatge de 5 canals, obert, els contactes per programar els botons són visibles

Les comandes del transmissor de la clau remota cap al receptor de la central obreportes, es transmeten mitjançant un senyal de ràdio modulada. Les següents freqüències s'usen predominantment a Europa.
| Freqüència (MHz) | modulació |
| ---------------- | --------- |
| 26,975           | AM        |
| 26,995           | AM        |
| 27,015           | AM        |
| 40,685           | AM + FM   |
| 433,92           | AM + FM   |
| 434,42           | FM        |
| 868,3            | AM + FM   |
| 868,865          | FM        |

Hi ha dos tipus de modulació diferents: 
AM = modulació d'amplitud: la portadora s'encén i s'apaga electrònicament al ritme de la codificació. El senyal digital modifica així l'amplitud de la portadora.
FM = modulació de freqüència: la freqüència de funcionament del transmissor portàtil es modifica lleugerament al ritme de la codificació. La La senyal digital modifica així la freqüència de la portadora de tant en tant lapse de temps.

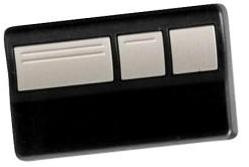
Comandament porta de Garatge 3-tecles

## Comandaments de garatge
Hi ha més de 500 tipus de claus remotes a Europa per controlar les portes de garatge. Molts models que no són compatibles entre si. A més del color, la forma, el nombre i tipus de botons ha diferències tècniques com el voltatge de la bateria, la freqüència de funcionament, el tipus de modulació i codificació.
Només els sistemes de ràdio compatibles entre si poden funcionar amb el mateix receptor, encara que es poden muntar diversos receptors en paral·lel. Per a l'adquisició de peces de recanvi, cal determinar amb precisió el sistema de ràdio utilitzat per a cada tipus de clau remota de porta de garatge.

## Codificacions

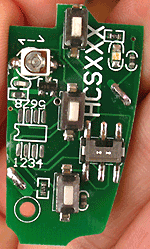
Xip HCS301 rolling code d'una ràdio-clau d'un Audi A6.

Perquè un transmissor de mà controli només el receptor o dispositius de ràdio associats, cal codificació. Això és per evitar que els transmissors manuals de portes de garatge estrangeres operin amb un receptor de ràdio, el que impedeix l'accés no autoritzat.
Els següents sistemes de codificació són comuns: 
- Codi lineal de 12 bits, generalment ajustar mitjançant l'interruptor de codificació en el transmissor de mà
- Codi lineal de 18 bits, parcialment ajustar mitjançant l'interruptor de codificació en el transmissor manual o fixat pel fabricant.
- Codi evolutiu o rolling code: Keeloq, Somloq, etc. amb part de codi canviant + part fixa, programat en el xip pel fabricant sense interruptors de codificació en el transmissor de la clau remota.

## Interferències
Les Interferències ocorren quan l'abast és massa baix o la distància entre el transmissor i el receptor no està lliure d'obstacles. Si les fonts d'interferència com ara ordinadors, monitors per a nadons, auriculars sense fil, etc., transmeten en la mateixa freqüència, la comunicació pot interrompre.

## Duplicació de claus remotes

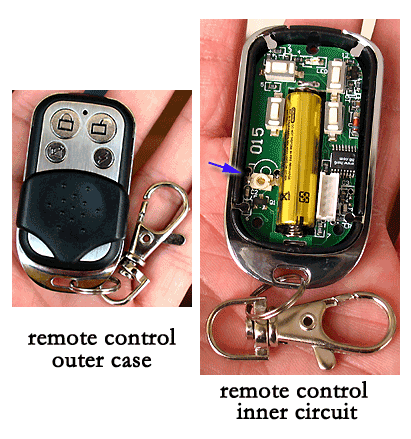
Foto exterior i interior d'un típic comandament de porta del garatge.

Molts controls remots dels obreportes de garatge usen codificació de codi fix que fa servir interruptors DIP o soldadura per al procés de codificació de pins d'adreça, i generalment usen els chips pt2262 / pt2272 o circuits integrats compatibles. Per a aquests controls remots de obreportes de garatge de codi fix, un pot clonar fàcilment el control remot existent utilitzant un duplicador de control remot d'autoaprenentatge (còpia remota) que pot fer una còpia del control remot usant el copiat cara a cara.

### Aprenentatge de codis
En la clau remota o comandament per ràdio sol sol haver un anomenat "botó d'aprenentatge" (o també una combinació de botons). Després de prémer, el mandoo està a punt per aprendre el codi. En la majoria dels casos, un LED indica que està a punt per aprendre.

## Comandaments d'accés tipus clauer

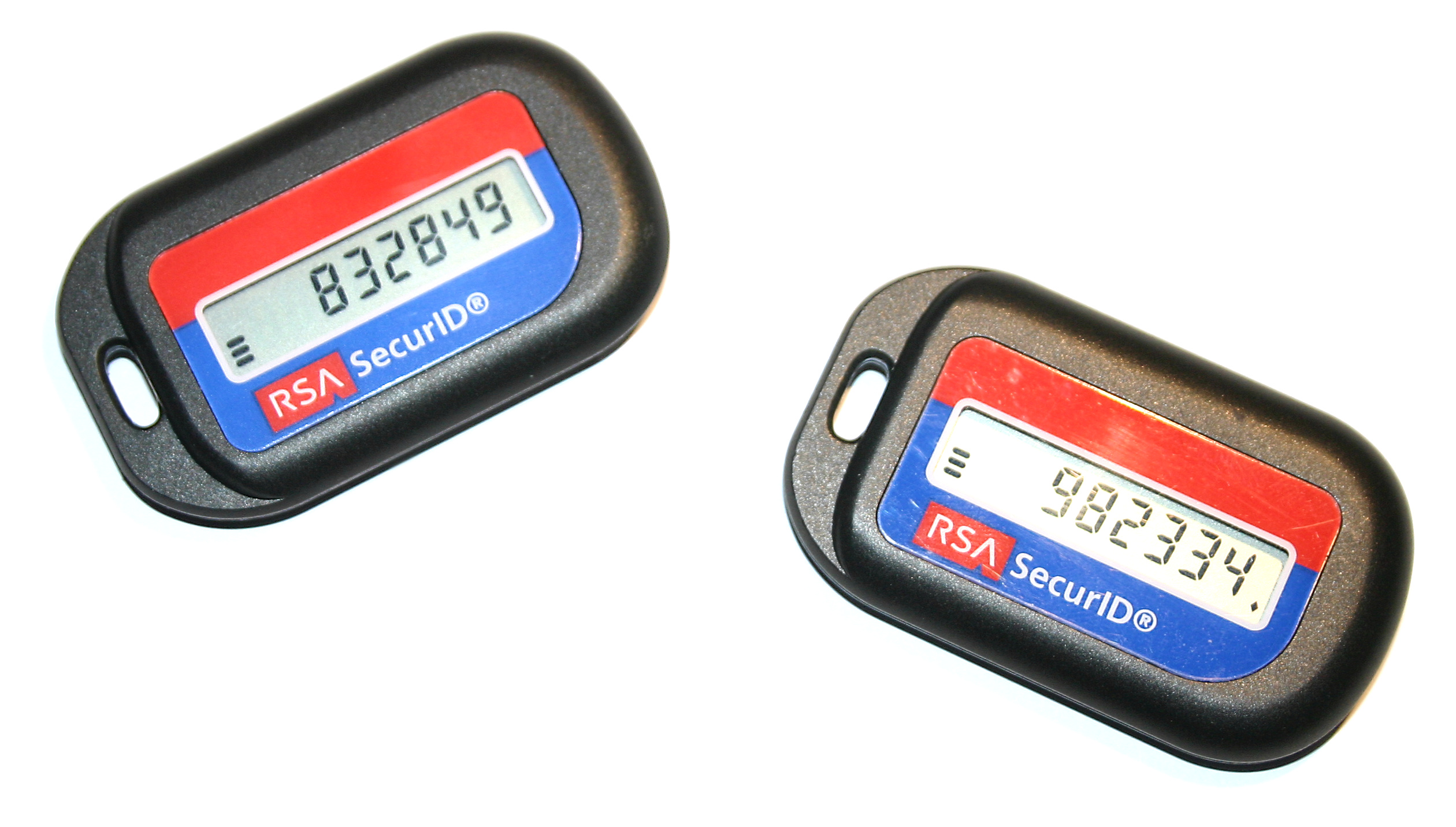
Token de seguretat s de Seguretat RSA dissenyats com clauers.

Els clauers d'accés són clauers electrònics que s'utilitzen per controlar l'accés a edificis o vehicles. S'usen per activar coses com ara sistemes d'entrada sense clau a control remot en vehicles de motor. Els primers clauers elèctrics funcionaven amb infraroig i requerien una línia de visió clara per funcionar. Aquests es poden copiar usant un control remot programable. Els models més recents usen autenticació de desafiament-resposta sobre freqüència de ràdio, pel que són més difícils de copiar i no necessiten línia de visió per a funcionar. La programació d'aquests controls remots de vegades requereix que el concessionari connecti una eina de diagnòstic, però molts d'ells poden autoprogramar seguint una seqüència de passos en el vehicle i generalment requereixen almenys una clau de treball.
Els clauers s'usen en els edificis d'apartaments i condominis per tal de controlar l'accés a les àrees comunes (per exemple, portes del vestíbul, àrees d'emmagatzematge, sala d'exercicis, piscina). Aquests generalment contenen una etiqueta RFID passiva. El comandament funciona de forma molt semblant a una targeta de proximitat per comunicar-se (a través d'un lector) amb un servidor central per a l'edifici, que pot programar-se per permetre l'accés només a aquelles àrees en què el llogater o propietari està permès accedir, o només dins de certs marcs de temps.
Els teleoperadors també poden utilitzar una fitxa de seguretat - un dispositiu electrònic sovint denominat fob - que proporciona una part d'una correspondència tripartida per iniciar sessió de connexió a una xarxa segura. (Un exemple ben conegut és el testimoni RSA SecurID .) Aquest tipus de clauer pot tenir un teclat en què l'usuari ha d'introduir un PIN per recuperar un codi d'accés, o podria ser un dispositiu de sol visualització.
Els clauers RFID es poden clonar fàcilment amb eines com el Proxmark3, apart d'aixó, hi ha algunes companyies que ofereixen aquest servei.